# Fallen Angel (film 1918)
Fallen Angel è un film muto del 1918 diretto da Robert Thornby. La sceneggiatura si basa su You Can't Get Away with It, un racconto di Gouverneur Morris pubblicato su Cosmopolitan nel maggio 1913.
Nel 1924, la Fox ne fece un remake dal titolo You Can't Get Away with It, diretto da Rowland V. Lee e interpretato da Betty Bouton.

## Trama
Le tre sorelle Cummings - Jill, Marguerite e Jane - restano senza un soldo alla morte del padre. La più grande, Jill, per vivere e mantenere la famiglia, si cerca un lavoro. Lo trova presso un negozio, dove viene assunta come commessa. Il suo datore, George Hemingway, infelicemente sposato, si sente attratto da lei e le propone di diventare la sua amante. Jill, in condizioni economiche disperate, accetta e, da quel momento, vivrà con larghezza di mezzi, in una bella casa lussuosa. Alcuni anni dopo, però, Hemingway muore. Jill, ora signora benestante, parte per un viaggio in Europa. Lì, incontra un compatriota, Harry Adams, con il quale si fidanza. Alle nozze, il testimone dello sposo si rivela essere George Hemingway junior. Jill, allora, è costretta a confessare il suo passato al fidanzato. Costui si prende del tempo per decidere cosa fare. Quando torna, le propone di vivere insieme "felicemente". Lei lo lascia e continua da sola la sua vita.

## Produzione
Il film fu prodotto dalla Fox Film Corporation. Venne girato con il titolo di lavorazione You Can't Get Away with It.

## Distribuzione
Distribuito dalla Fox Film Corporation, il film uscì nelle sale cinematografiche USA il 28 luglio 1918. In Francia, ribattezzato L'ineffaçable tare, fu distribuito il 23 aprile 1920.